# 迎宾路 (珠海)
迎宾路是中國廣東省珠海市的一条主要道路，位于香洲區。
迎賓南路於1985年建成通车，位於拱北街道，舊名迎賓大道，1999年更名為現名至今。道路全長2.6公里，寬60米。南起於友谊路附近，北止於板樟山隧道。

迎賓南路（2006年）
迎賓南路周边建筑（2006年）

迎賓北路於1998年建成通车，南起於板樟山隧道，北止於梅华路。

## 經過的道路
这条路的顺序是由南到北排列，其中加粗的字为主幹道：
- 僑光路
- 粤华路
- 粵海東路
- 联安路
- 石花西路
- 九洲大道中、九洲大道西
- 翠微東路、柠溪路
- 人民西路
- 香华路
- 银桦路
- 山场路
- 梅华路